# Llegada internacional
Llegada internacional fue un programa de televisión emitido los lunes por la noche por la cadena La 1 de Televisión española en la temporada 1973-1974.

## Formato
Se trataba de un espacio de variedades y entretenimiento con números musicales y números de humor, con la particularidad de que el programa se ambientaba en una oficina de objetos perdidos en la que se escenificaban sketches cómicos sobre las relaciones del Jefe (Luis Aguilé, ejerciendo además de showman) y su secretaria (Paloma Hurtado), platónicamente enamorada de aquel. Ambos daban paso a las diferentes actuaciones.

## Equipo
El programa contó con la realización de Gerardo Miró, los guiones de Alejandro Alegría y la coreografía de Beatriz Ferrari.

## Invitados
Entre otros Alicia Tomás, Santabárbara, Andrés do Barro, Rumba 3, Mary Carmen y sus muñecos, Emilio José, Miguel Gallardo, Karina, Pilar Bayona, Basilio. Massiel, Las Grecas o Salomé